# Valérie Fourneyron
Valérie Fourneyron (Le Petit-Quevilly, 4 ottobre 1959) è una politica francese.
Membro del Partito Socialista francese, è deputata della prima circoscrizione della Senna Marittima dal 2007 al 2017 e sindaco di Rouen dal 2008 al 2012.